# Alex (Oklahoma)
Alex è una città della Contea di Grady, in Oklahoma. La popolazione al censimento del 2000 era di 635 persone residenti.